# استر ولفسون
استر ولفسون (به انگلیسی: Esther Woolfson) نویسنده و روزنامه‌نگار بریتانیایی است. دنیای حیوانات خانگی و روابط میان انسان و دیگر گونه‌ها از حیطه‌های مورد علاقهٔ اوست.